# Ilja Ivanovitj Ivanov
Ilja Ivanovitj Ivanov (russisk: Илья Иванович Иванов, tr. Ilja Ivanovitj Ivanov) (1. august 1870 – 20. marts 1932) var en russisk og sovjetisk biolog som specialiserede sig i kunstig insemination og krydsning af forskellige arter. Han var involveret i et kontroversielt forsøg på at skabe en menneske-abe krydsning.

## Livsforløb og forskning
Ilja Ivanovitj Ivanov blev født i byen Sjtjigry, Kursk Guvernement, Russiske Kejserrige. I 1896 færdiggjorde han sin uddannelse på universitet i Kharkiv og blev professor i 1907. Han arbejdede som forsker ved naturreservatet Askanija-Nova såvel som ved Statens eksperimentelle veterinær institut i perioden 1917-1921 og igen 1924-1930. Derefter ved Det centrale eksperimentelle institut for forskning i reproduktion af husdyr i perioden 1921-1924, og til slut ved Moskvas højere institut for zoologisk videnskab i perioden 1928-1930.
Ved århundredskiftet udførte Ilja Ivanovitj forskning indenfor kunstig insemination og dets brug ved hesteopdræt, og beviste ved denne forskning hvorledes en hingst kunne befrugte op til 500 hopper – mod 20-30 hopper ved naturlig befrugtning. Resultaterne var sensationelle for tiden og Ivanovitj fik besøg fra hesteopdrættere fra store dele af verden.

### Hybrider
Ilja Ivanovitj pionerede ligeledes arbejdet med kunstig insemination på kryds af arterne så der kunne frembringes forskellige hybrider. Han var den første (eller en af de første) der studerede en zedonk (også kaldet Zonkey; en krydsning af en zebra og æsel), en Żubroń (krydsning af en europæisk bisonokse og en tamko, en krydsning af en antilope og en tamko, af en mus og en rotte, af en mus og et marsvin, et marsvin og en kanin, en kanin og en hare, og mange andre krydsninger. På denne tid var genetik stadig i sin vorden og det var en udbredt antagelse af sådanne slags krydsarter kunne være kimen til helt nye former for husdyr og derved potentielt meget værdifulde.

### Menneske-abe krydsning
Det mest kontroversielle af Ilja Ivanovitjs studier var hans forsøg på at skabe en krydsning mellem et menneske og en abe. Han havde allerede i 1910 givet en præsentation til den Zoologiske Verdenskongres i Graz, Østrig, hvori han beskrev muligheden for at kreere en sådan krydsning gennem kunstig befrugtning.
I 1924 under et arbejdsophold ved Institut Pasteur i Paris, fik Ilja Ivanovitj tilladelse fra instituttets bestyrelse til at benytte dets primat forskningsinstallation i Kindia, Fransk Guinea, Afrika til sådanne eksperimenter. Ilja prøvede ligeledes at få støtte til sit arbejde fra den sovjetiske regering. Han sendte et brev til ministeren for Undervisning og forskning Anatolij Vasiljevitj Lunatjarskij og andre mulige støtter. Iljas ideer vandt til sidst genklang hos Nikolaj Petrovitj Gorbunov, leder af afdelingen for videnskabelige institutter, som i 1925 hjalp med at fremskaffe US$ 10.000 til Iljas menneske-abe krydsningseksperimenter i Afrika.
I marts 1926 ankom Ilja til Kindia, men blev kun en enkelt måned uden succes. Det viste sig, at der på faciliteterne ikke fandtes nogle voksne chimpanser han kunne eksperimentere med, hvorfor han returnerede til Frankrig. Han fik nu gennem brevveksling med Fransk Guineas koloniadministrator arrangeret, at han kunne anvende de botaniske haver i Conakry til videre eksperimenter.
I november 1926 ankom han til Conakry sammen med sin søn – også kaldet Ilja – som skulle fungere som assistent ved eksperimenterne. Ilja Ivanov overværede indfangelsen af en række voksne hunchimpanser i koloniens indre, som blev fragtet til Conakry og den 27. februar 1927 kunstigt insemineret med menneskesæd (ikke hans eget eller sønnens). En tredje chimpanse blev insemineret den 25. juni. Ilja Ivanov havde ligeledes prøvet at arrangere en insemination af to kvinder med chimpansesæd, men havde mødt modstand til disse eksperimenter fra Guineas koloniregering. I juli forlod de Afrika og returnerede til Frankrig med 13 chimpanser. De vidste allerede på dette tidspunkt, at det første eksperiment var slået fejl og de to første chimpanser ikke var blevet befrugtede, den tredje chimpanse døde i Frankrig, og var ligeledes ikke blevet befrugtet. De resterende chimpanser blev sendt til en nyoprettet forskningsenhed i Sukhumi, Sovjetunionen (nuværende Georgien).
Ved sin hjemkomst til Sovjetunionen i 1927 prøvede Ilja Ivanovitj at få opbakning til hybrideksperimenter med abesæd og kvinder. I 1929 lykkedes det ham ved Gorbunovs assistance at opnå opbakning fra Sammenslutningen af materialistiske biologer en undergruppe af det Kommunistiske akademi, som i foråret 1929 nedsatte en kommission der skulle undersøge Ilja Ivanovs eksperimenter i Sukhumi. Det blev besluttet, at mindst fem frivillige kvinder skulle bruges til eksperimenterne. Men før nogle inseminationer af kvinderne var blevet gennemført, blev arbejdet afbrudt, da Ilja i juni 1929 opdagede, at den eneste voksne abehan i Sukhumi (en orangutang) nu var død. Et nyt hold chimpanser ville ikke ankomme før i sommeren 1930. Før det kunne nå så langt, satte en generel udrensning i det sovjetiske forskningsmiljø, hvor flere af Ilja Ivanovs støtter, heriblandt Gorbunov, mistede deres position, en stopper for videre eksperimenter. Ilja Ivanovs mislykkedes forsøg i Afrika og manglende efterfølgende fremskridt bevirkede at han faldt i unåde, og i 1930 blev han udsat for politisk kritik i hans eget institut. Det endte med, at han den 13. december 1930 blev arresteret og dømt til fem års fængsel, som dog senere blev omstødt til fem års eksil i Almaty, Kasakhstan, hvor han døde af hjerteslag den 20. marts 1932, angiveligt efter at have blevet syg af at vente på en iskold jernbanestation. Den berømte videnskabsmand og psykolog Ivan Petrovitj Pavlov skrev hans nekrolog.